# Эт-Тариф
Эт-Тариф (араб. إلطارف‎ — «конец») — некрополь, расположенный на западном берегу Нила в Фивах. Это самый северный некрополь среди захоронений Долины знати, и содержит по большей части усыпальницы времён Первого, Второго переходных периодов и начала Среднего Царства.

## Расположение

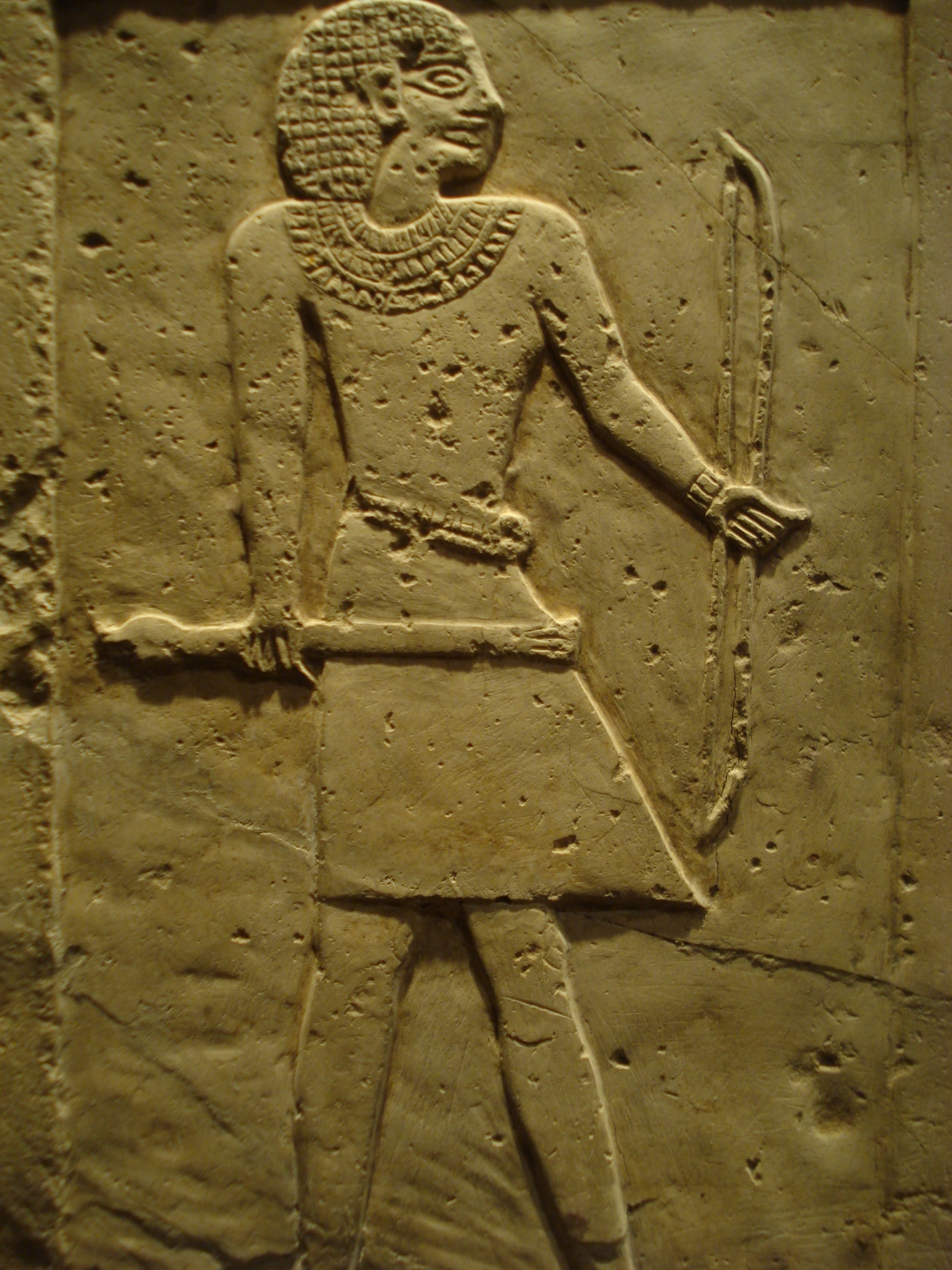
Погребальная стела Иниотефа II. Эт-Тариф. XI династия., ок. 2108—2059 годы до.э.

Он простирается у края пустыни в длину примерно на 1200 метров и на 500—600 метров в ширину. Некрополь относится ко времени правления первых фараонов Фив из XI династии.
Гробницы Эт-Тарифа расположены на севере западного побережья Луксора. Здесь обнаружены около 30 археологических остатков храмов. Местность расположена между Дендерой и Гебелейном на поймах реки Нила, граничит с Малкатой на юге и с Эль-Тариф — на севере.

## Гробницы
Некрополь состоит из врытых в грунт гробниц скального типа. Перед гробницами вырыт углубленный в землю на 3-4 метра передний двор, т.о. задняя стена двора образовывала переднюю сторону ряда гробниц, вырытых внутри холма. Арабское название подобных гробниц «сафф», что означает «ряд». Входные отверстия в стене вели во внутренние помещения гробниц, которые казались обрамлёнными с передней стороны колоннами, образующими открытую галерею. Внутренние помещения малы и весьма скромно украшены.
Наиболее крупные и лучше всего сохранившиеся гробницы принадлежали фараонам XI династии Иниотефу I, Иниотефу II и Иниотефу III. В холмах вокруг гробниц фараонов располагались гробницы их придворных сановников.